# Lepidoscia globigera
Lepidoscia globigera är en fjärilsart som beskrevs av Edward Meyrick 1911. Lepidoscia globigera ingår i släktet Lepidoscia och familjen säckspinnare. Inga underarter finns listade i Catalogue of Life.